# Orbassano
Orbassano je italská obec a město v provincii Torino v oblasti Piemont.
V roce 2011 zde žilo 22 644 obyvatel.

## Sousední obce
Beinasco, Candiolo, Nichelino, None, Rivalta di Torino, Rivoli, Turín, Volvera